# Андрейково (деревня, Дмитровский городской округ)
Андрейково — деревня в Дмитровском районе Московской области, в составе городского поселения Яхрома. До 2006 года Андрейково входило в состав Подъячевского сельского округа.

## Расположение
Деревня расположена в юго-западной части района, примерно в 11 км на юго-запад от города Яхромы, на безымянном ручье, левом притоке реки Волгуша, высота центра над уровнем моря 211 м. Ближайшие населённые пункты на севере — Дедлово в 0,8 км и Семенково в 1,3 км.

## Население
| 2002 | 2006 | 2010 |
| ---- | ---- | ---- |
| 5    | ↗6   | ↗18  |